# Moroxydine
Moroxydine là một loại thuốc chống vi-rút ban đầu được phát triển vào những năm 1950 dưới dạng điều trị cúm. Nó có các ứng dụng tiềm năng chống lại một số virus RNA và DNA. Cấu trúc moroxydine là một biguanidine dị vòng.
Nó đã được báo cáo vào tháng 3 năm 2014 rằng ba trường mẫu giáo ở hai tỉnh của Trung Quốc đã được phát hiện đang bí mật cho học sinh của mình dùng moroxydine hydrochloride để cố gắng ngăn ngừa chúng khỏi bệnh. Các trường mẫu giáo chỉ được trả tiền cho những ngày học sinh tham gia và muốn đảm bảo rằng họ tối đa hóa thu nhập của mình.